# Gymnochthebius nicki
Gymnochthebius nicki är en skalbaggsart som beskrevs av Perkins 2005. Gymnochthebius nicki ingår i släktet Gymnochthebius och familjen vattenbrynsbaggar. Inga underarter finns listade i Catalogue of Life.